# Takaiak
Takaiak, jedna od užih skupina Kaiyuhkhotana Indijanaca s Aljaske. Njihovo istoimeno glavno selo nalazilo se istočno od Nulata. Populacija mu je 1844. bila 81.
Rani autori nazival isu ih i Letniki-Takaïak (Zagorskin, 1850), Takaiaksa (Tikhmenief, 1902), Tăkājăksen (Holmberg, 1877).